# Яремчук, Роман Юлианович
Роман Юлианович Яремчук (3 февраля 1935, с. Байковцы, сейчас Тернопольского района Тернопольской области — 12 декабря 2007, г. Тернополь) — советский управленец, ученый, общественный деятель, меценат.

## Биография
Окончил Львовский политехнический институт (1957, ныне национальный университет «Львовская политехника»).
Работал на Тернопольском заводе «Электроарматура»: мастером, начальником цеха, главным технологом, главным инженером. С 1977 — генеральный директор производства, 1986 — научно-производственного объединения «Ватра», с 1996 — президент ОАО «Ватра». От 2003 — президент, председатель совета объединение светотехнических предприятий Корпорация «Ватра».
Один из создателей светотехнической промышленности Украины. Автор около 50 научных статей, 6 монографий; 25 свидетельств на изобретения. Неоднократно возглавлял Совет директоров промышленных предприятий Тернополя.
Финансово способствовал Тернопольскому отделению УТОС, прочим организациям и проведению культурно-художественных акций и мероприятий.

## Память
В 2008 году основана стипендия имени Яремчука для студентов ТНТУ. К первой годовщине памяти Романа Яремчука на фасаде центрального корпуса ПО «Ватра» установлен барельеф (2008, г. Тернополь).

## Звания и награды
- доцент (1990), почетный профессор ТГТУ (ныне ТНТУ) (1990),
- академик Академии экономических наук Украины (1993),
- действительный член Международной Академии лидеров бизнеса и предпринимательства (1995, США)
- заслуженный машиностроитель Украины (1996)
- депутат Тернопольского областного совета (1980—1987, 1998—2002),
- почетный гражданин г. Тернополь (2001)
- ордена
  - «Знак Почёта» (1971),
  - Трудового Красного Знамени (1976),
  - Дружбы народов (1980),
  - Ленина (1986),
  - «За заслуги» III степени (2000),
- золотая медаль имени Н. И. Туган-Барановского,
- имя Романа Яремчка внесено в «Золотую книгу украинской элиты» (2001).